# Молоствовы
Молоство́вы — русский дворянский род, который происходит из Новгорода и восходит к XV веку. В XIX веке владел крупными усадьбами в Казанской губернии, среди которых Никольское, Долгая Поляна, Куралово. Внесён в VI часть дворянской родословной книги этой губернии.
В XVII веке известны Иван Иванович Молоствов  — московский дворянин (1692) и  Дмитрий Иванович Молоствов — стольник (1692) и воевода в Уфе.
Начало казанской ветви положил майор (в 1755) Лев Иванович Молоствов, за которым числилось родовое имение в селе Кощаково Казанского уезда, в селе Ивановском, в деревне Чирпаево Свияжского уезда, в сёлах Щербет, Русский Юрткуль, Три Озера Спасского уезда, в деревне Красной Казанского уезда, а также имения в Нижегородской губернии. Имел сыновей: Христофор, Феопемпт, Порфирий, Дмитрий. У Порфирия от двух браков было девять детей, в числе которых были: попечитель казанского учебного округа, затем сенатор Владимир Порфирьевич Молоствов (1794—1863); спасские уездные предводители дворянства Модест и Орест.

## Описание герба
В серебряном щите лазоревая волнообразная перевязь справа. На ней одна за другой три золотые рыбы. Над перевязью в левом верхнем углу лазоревый полумесяц вправо. Под перевязью внизу лазоревое стремя (польский герб Стремя).
Над щитом древнерусский коронованный шлем вправо. Нашлемник: два серебряных орлиных крыла. Намёт: справа — лазоревый с серебром, слева — лазоревый с золотом. Щитодержатели: два серебряных коня с червлеными глазами и языками.
Герб рода Молоствовых внесён в Часть 14 Общего гербовника дворянских родов Всероссийской империи, стр. 13.

## Известные представители
- Молоствов, Владимир Порфирьевич (1794—1863) — попечитель казанского учебного округа, генерал-лейтенант, сенатор.
- Молоствов, Михаил Михайлович (1934—2003) — правозащитник, политический деятель, философ, публицист. Депутат Государственной думы РФ.
- Молоствов, Николай Германович (1871—1910) — журналист и критик.
- Молоствов, Святослав Владимирович (псевд. Астафьев; 1907—1990) — театральный актёр и режиссёр, народный артист РСФСР.
- Молоствов, Сергей Михайлович (1874—1915) — полковник, герой Первой мировой войны.